# Jiří Kovařík (historik)
Jiří Kovařík (* 15. července 1950 Praha) je český historik, muzejní pracovník a autor literatury faktu. Píše zejména o dějinách Francie, z nichž se soustřeďuje především na období středověku, Velkého století a vlády císaře Napoleona Bonaparta.

## Stručný životopis
Po absolvování stavební průmyslové školy v Praze s oborem vodního hospodářství vystudoval Filozofickou fakultu Univerzity Karlovy, obor historie–francouzština (1969–1974). Po ukončení prezenční vojenské služby se odstěhoval do Kladna, kde žije dodnes. Zde působil v letech 1975–1977 v Okresním muzeu a od roku 1977 jako ředitel muzea POLDI-Spojených oceláren. Pracoval v propagaci a marketingu, po rozpadu kladenského hutního gigantu přešel do Strojíren Poldi, a.s. v téže pozici. V 90. letech 20. století působil jako průvodce cestovního ruchu ve Francii.
V průběhu života se věnoval regionální historii, heraldice a vojenské historii. Je členem Klubu autorů literatury faktu (KALF), čestným členem The International Napoleonic Society (FINS) a spolupracovníkem Projektu Austerlitz. Publikovat v celostátním měřítku začal v roce 1996. Kromě vlastních knih občas překládá z francouzštiny, především texty, které se mu líbí. Má rád psy a folkovou muziku, převážně s vojenskou tematikou, k níž občas skládá či překládá texty. Mimo jiné se účastní i každoroční rekonstrukce bitvy u Slavkova, v jejímž průběhu přihlížejícím divákům podává odborný komentář.

## Dílo

### Publikace
- Urození kraje kladenského. Praha: Nezávislý novinář: ORNA, 1996. 70 s. ISBN 80-901539-6-8.
- D’Artagnan a ti druzí – Skutečné osudy románových hrdinů I. Třebíč: Tempo, 1998. 222 s. ISBN 80-238-2710-3.
- Hrabě Monte Christo a ti druzí – Skutečné osudy románových hrdinů II. Třebíč: Tempo, 1998. 158 s. ISBN 80-238-3643-9.
- 100 dní z Elby k Waterloo. Praha: Elka Press, 1999. 358 s. ISBN 80-902353-9-5.
- Maršálové Napoleonových orlů. Třebíč: Akcent, 2000. 297 s. ISBN 80-7268-097-8.
- Korzáři Francouzské revoluce. Třebíč: Akcent, 2001. 372 s. ISBN 80-7268-196-6.
- Korzáři krále Slunce. Třebíč: Akcent, 2001. 375 s. ISBN 80-7268-155-9.
- 1809 – Orel proti orlu. Praha: Hart s. r. o., 2001. 466 s. ISBN 80-86529-37-1.
- 1812 – Napoleonovo ruské tažení. Praha: Hart s. r. o., 2001. 520 s. ISBN 80-86529-20-7. (Cena Miroslava Ivanova za rok 2002).
- Richard III. – Vrah, či oběť?. Třebíč: Akcent, 2003. 465 s. ISBN 80-7268-238-5. (Cena E. E. Kische za rok 2004).
- Korsika – Ostrov mezi mořem a nebem. Třebíč: Akcent, 2003. 131 s. ISBN 80-7268-268-7.
- Napoleonova tažení I. – Vítězné roky. Třebíč: Akcent, 2003. 485 s. ISBN 80-7268-261-X.
- Napoleonova tažení II. – Nejistá vítězství. Třebíč: Akcent, 2003. 668 s. ISBN 80-7268-271-7.
- Napoleonova tažení III. – Proti všem. Třebíč: Akcent, 2004. 593 s. ISBN 80-7268-296-2.
- Napoleonova tažení IV. – Pád orla. Třebíč: Akcent, 2004. 571 s. ISBN 80-7268-307-1.
- Napoleonova tažení V. – Ať žije císař. Třebíč: Akcent, 2005. 584 s. ISBN 80-7268-332-2.
- Orlové Napoleonovy armády. Třebíč: Akcent, 2005. 342 s. ISBN 80-7268-356-X.
- Meč a kříž : (1066-1214) : rytířské bitvy a osudy I. Praha: Mladá fronta, 2005. 278 s. ISBN 80-204-1289-1.
- Rytířská krev : (1208-1346) : rytířské bitvy a osudy II. Praha: Mladá fronta, 2006. 344 s. ISBN 80-204-1401-0.
- Bitva u Marenga aneb Waterloo naruby. Třebíč: Akcent, 2006. 580 s. ISBN 80-7268-271-7.
- Čas stoleté války : (1356-1450) : rytířské bitvy a osudy III. Praha: Mladá fronta, 2007. 352 s. ISBN 978-80-204-1499-1.
- Soumrak rytířstva : (1461-1525) : rytířské bitvy a osudy IV. Praha: Mladá fronta, 2007. 320 s. ISBN 978-80-204-1582-0.
- Bonaparte v Egyptě. Třebíč: Akcent, 2007. 470 s. ISBN 978-80-7268-466-3.
- Válka královen. Veselí nad Moravou: Moravská Bastei MOBA, s. r. o., 2007. 304 s. ISBN 978-80-243-2890-4.
- Maršál Ney – Napoleonův nejstatečnější. Třebíč: Akcent, 2007. 540 s. ISBN 978-80-7268-410-6.
- Královské vraždění. Veselí nad Moravou: Moravská Bastei MOBA, s. r. o., 2008. 304 s. ISBN 978-80-243-3069-3.
- Trafalgar – Anatomie námořní bitvy. Praha: Elka-press, 2008. 496 s. ISBN 978-80-87057-05-6.
- Sňatky se smrtí. Veselí nad Moravou: Moravská Bastei MOBA, s. r. o., 2008. 304 s. ISBN 978-80-243-3284-0.
- Dobyvatel Bonaparte. Třebíč: Akcent, 2009. 526 s. ISBN 978-80-7268-571-4.
- Napoleon na Dunaji. Praha: Epocha, 2009. 344 s. ISBN 978-80-7425-004-0.
- Má krev patří Napoleonovi. Veselí nad Moravou: Moravská Bastei MOBA, s. r. o., 2009. 315 s. ISBN 978-80-243-3665-7.
- Mušketýr – Život a doba hraběte d’Artagnan. Třebíč: Akcent, 2009. 518 s. ISBN 978-80-7268-634-6.
- Napoleonova invaze 1807-1810. Třebíč: Akcent, 2010. 590 s. ISBN 978-80-7268-683-4.
- Napoleonova prohra 1810-1814. Třebíč: Akcent, 2010. 592 s. ISBN 978-80-7268-750-3.
- Napoleon a ženy. Třebíč: Akcent, 2010. 448 s. ISBN 978-80-7268-789-3.
- Válka Řeků s Peršany. Třebíč: Akcent, 2011. 493 s. ISBN 978-80-7268-844-9.
- Waterloo směr Brusel – Bitvy u Quatre Bras a Ligny, 1. díl. Třebíč: Akcent, 2011. 438 s. ISBN 978-80-7268-831-9.
- Waterloo poslední bitva – Bitvy u Waterloo a Wavre, 2. díl. Třebíč: Akcent, 2011. 479 s. ISBN 978-80-7268-870-8.
- Napoleon v Rusku – Pochod na Moskvu, 1. díl. Třebíč: Akcent, 2012. 543 s. ISBN 978-80-7268-918-7.
- Napoleon v Rusku – Zkáza Velké armády, 2. díl. Třebíč: Akcent, 2012. 557 s. ISBN 978-80-7268-548-6.
- Cušima. Třebíč: Akcent, 2012. 479 s. ISBN 978-80-7268-919-4.
- Ludvík XIV. – Život, doba a války krále Slunce. Třebíč: Akcent, 2013. 559 s. ISBN 978-80-7268-965-1.
- Slavkov 1805 – Napoleonův největší triumf. Třebíč: Akcent, 2013. 608 s. ISBN 978-80-7268-983-5.

### Překlady z francouzštiny
- DE MARBOT, Marcellin. Paměti. Praha: Elka Press, 1999. 672 s. ISBN 80-902353-7-9.
- PARQUIN, Charles. Napoleonův kavalerista : Paměti kapitána Parquina. Praha: Elka Press, 2007. 341 s. ISBN 978-80-87057-01-8.
- ZÉVACO, Michel. Pardaillanové otec a syn : román kápě a meče z dob náboženských válek ve Francii. Třebíč: Akcent, 2008. 454 s. ISBN 978-80-7268-528-8.
- ZÉVACO, Michel. Zamilovaný Pardaillan : román kápě a meče z dob náboženských válek ve Francii. Třebíč: Akcent, 2009. 406 s. ISBN 978-80-7268-577-6.

### Spoluautorské projekty
- BODLÁK, Karel; KOVAŘÍK, Jiří. Muzeum Poldi / Strojírny Poldi Kladno. Kladno: Strojírny Poldi, 1997. 10 s. ISBN 80-238-1881-3.
- RYBNÍČEK, Drahomír; KOVAŘÍK, Jiří. Sicílie : průvodce a kaleidoskop. Třebíč: Akcent, 2001. 109 s. ISBN 80-7268-134-6.
- ČESAL, Aleš; BAUER, Jan; KOVAŘÍK, Jiří. Co v učebnicích dějepisu nebylo. Veselí nad Moravou: Moba, 2005. 219 s. ISBN 80-86355-39-X.
- SCHMELZOVÁ, Radoslava; KOVAŘÍK, Jiří. Ocelový král : Karl Wittgenstein - mecenáš a sběratel : (1847-1913). Kladno: Občanské sdružení Arteum, 2010. 78 s. ISBN 978-80-254-8719-8.
- SEIFERT, Josef; KOVAŘÍK, Jiří. Doly, hutě a Kladno. Kladno: Staturátní město Kladno, 2013. 208 s. ISBN 978-80-905388-8-7.
- KŘÍŽEK, Leonid; KOVAŘÍK, Jiří. Historie evropských duelů a šermu (Svazek I). Praha: Mladá fronta, 2013. 336 s. ISBN 978-80-204-3124-0.